# Edward Maze
Edward Maze, ursprungligen Edward Antony Mazzocco, född 27 april 1925 i New York, död 3 februari 2010, var en amerikansk regissör, författare och skådespelare, verksam i Stockholm. Han arbetade för Gebers förlag.